# Alchemilla faeroensis
Alchemilla faeroensis — вид трав'янистих рослин родини розові (Rosaceae), поширений лише на Фарерських островах та в Ісландії.

## Морфологічна характеристика
Багаторічні трав'янисті рослини. Листки на довгих стеблах з 7–9 зубчастими лопатями. Верхня поверхня зелена і майже без волосся, в той час як нижня сторона із шовковистим волоссям. Квіти зірчасті. Насіння формується апоміктично, з диплоїдних клітин материнської рослини і функціональний пилок не утворюється.

## Поширення
Європа (Фарерські о-ви, Ісландія). Зростає в сирому ґрунті на породах, трав'яних схилах і вздовж річок.

## Галерея

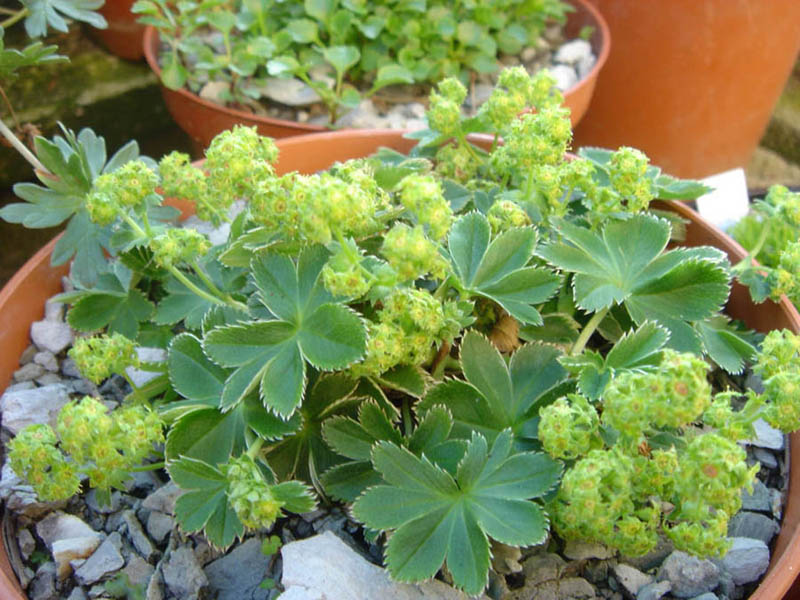
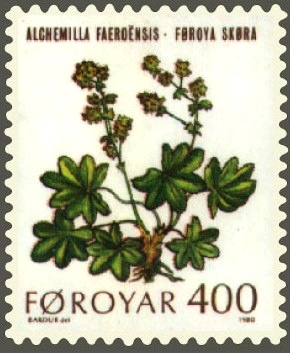